# Castellano (fromage)
Pour les articles homonymes, voir Castellano.
Le castellano ou queso castellano est un fromage espagnol fabriqué en Castille-et-Léon. Il s'agit d'un fromage à pâte pressée au lait de brebis cru ou pasteurisé. Il bénéficie d'une indication géographique protégée depuis 2020.

## Description
Le castellano se présente sous forme de meules cylindriques avec un diamètre pouvant aller jusqu'à 25 cm et une hauteur pouvant aller jusqu'à 15 cm, pour un poids allant jusqu'à 3,8 kg. Sa croûte, non fleurie, a une couleur pouvant aller du jaune pâle au marron. On y voit parfois des traces laissées par des cordes ou des tissus ayant servi à emballer les fromages. La pâte, dont la couleur varie entre le blanc, le jaune pâle et le beige, est ferme et compacte. Elle peut avoir quelques petits trous éparses.
La matière sèche du fromage représente au minimum 45 % de son poids. La teneur en matières grasses est d'au moins 45 % de l'extrait sec, la teneur en protéines est d'au moins 25 % de l'extrait sec et la teneur en sel doit être inférieure à 3,26 % de l'extrait sec. Le pH est compris entre 4,7 et 5,7.
On le trouve commercialisé en tomes entières, en portions, en tranches, ou bien rappé.

## Fabrication
Le queso castellano est produit à partir de lait de brebis élevées dans la communauté autonome de Castille-et-Léon, et dont au moins la moitié de la nourriture doit être produit dans cette région. Le lait, cru ou pasteurisé, est caillé à une température variant entre 27°C et 37°C par ajout de présure ou d'enzymes de coagulation. Durant cette phase de caillage, des ferments lactiques peuvent être ajoutés, ainsi que certains additifs, tels que le sorbate de potassium (E202), le natamycine (E235), le nitrate de potassium (E252) ou le lysozyme (E1105). Le caillé ainsi obtenu est ensuite découpé jusqu'à obtenir des grains de la taille d'une noisette ou même de grains de riz. Le tout est ensuite chauffé à 39°C avant d'être égoutté puis pressé et moulé. Les fromages sont alors salés et égouttés avant d'être affinés. L'affinage dure au minimum 2 mois pour les fromages pesant plus de 1,5 kg, et au minimum 1 mois pour les fromages plus légers. Il a lieu à une température inférieure à 15°C et à un taux d'humidité compris entre 70% et 95%.